# Erythrochiton sellatum
Erythrochiton sellatum là một loài bọ cánh cứng trong họ Cerambycidae.